# Альрауне (фильм)
«Альрауне» (нем. Alraune) — немецкий художественный фильм 1928 года Хенрика Галеена по мотивам одноимённого «научно-мистического» романа Ганса Гейнца Эверса.
Премьера фильма в Германии состоялась в Берлине 25 января 1928 года.

## Сюжет
Профессор-генетик Якоб тен Бринкен, следуя древним магическим поверьям, создаёт из корня мандрагоры девушку Альрауне — существо, не отягощённое наследственностью и приносящее удачу тем, кто находится рядом с ней. Он отдаёт её на воспитание в пансион. Когда Альрауне взрослеет, она сбегает из пансиона с влюблённым в неё юношей и затем вынуждает его присоединиться к бродячей цирковой труппе.
Через несколько лет профессор находит её и говорит молодой женщине, которая его совсем не помнит, что он её отец. Заинтригованная тайной своего происхождения, Альрауне находит научные записи тен Бринкена, из которых узнает правду. Узнав, что она вообще не человек, девушка испытывает шок и решает отомстить профессору, который постепенно начинает относиться к ней уже не как к дочери, а как к возлюбленной. Она заставляет тен Бринкена постоянно ревновать, а затем покидает его во время игры в рулетку, унеся с собой и его везение. Профессор, понявший, что не сможет удержать Альрауне, впадает в безумие и пытается убить её, но девушку спасает единственный человек, которого она действительно смогла полюбить.

## В ролях
| Актёр          | Роль             |
| -------------- | ---------------- |
| Пауль Вегенер  | Якоб тен Бринкен |
| Бригитта Хельм | Альрауне         |